# Pascale Mariani
Pour les articles homonymes, voir Mariani.
Pascale Mariani est une actrice française qui joue différents rôles dans des séries télévisées comme Les Cordier, juge et flic ou Navarro ou des longs-métrages (L'Ivresse du pouvoir (2006), Folle de Rachid en transit sur Mars (2001), L'Ami du jardin (1999)), ainsi que quelques interventions dans la série Famille d'accueil.

## Filmographie
- 2003 : Julie Lescaut, épisode 2 saison 12, Le voyeur d'Alain Wermus : l'infirmière
- 2017 : La Mort dans l'âme de Xavier Durringer : la directrice de l'hôpital
- 2024 : Le Royaume de Julien Colonna : Louise